# Sofia Cherone
Sofia Cherone (født 21. maj 1988) er en håndboldspiller fra Uruguay. Hun spiller på Uruguays håndboldlandshold, og deltog under VM 2011 i Brasilien.